# CDU/CSU
CDU/CSU, også kaldet Unionspartierne, Unionsfraktion eller blot Union, er den almindelige betegnelse for de tyske politiske partier CDU og CSU, der regnes for at være søsterpartier. Betegnelsen CDU/CSU referer specifikt til partiets fælles gruppe i Tysklands parlament, Forbundsdagen. De to partier har desuden fælles ungdomsorganisation, Junge Union.
CDU og CSU blev begge dannet efter 2. verdenskrig og har det kristne menneskesyn til fælles. Samarbejdet mellem partierne tager udgangspunkt i en fast rollefordeling med CDU som det landsdækkende parti, der stiller op i 15 af 16 delstater, mens CSU kun stiller op i Bayern. Rent praktisk betyder det, at de to partier aldrig stiller op mod hinanden på delstatsplan og at de på nationalt plan har en aftale om at indgå i samme gruppe i Forbundsdagen og også stiller med en fælles kanslerkandidat.
Partierne har i dag ikke divergerende holdninger på forbundsplan, men historisk har der været forskel på CDU og det på sin vis mere socialkonservative CSU. Samarbejdet har dog ikke altid fungeret helt gnidningsfrit. CSU har tradition for at optræde meget selvbevidst, og har da også fuldstændig domineret delstaten Bayerns politik siden partiets grundlæggelse. Med undtagelse af perioden 1954-1957 har partiet dannet regering siden 1946 – fra 1962 til 2008 tillige med absolut flertal. For første gang nogensinde fik CSU ved valget i 2008 under halvdelen af stemmerne. To gange har CSU stillet med en kanslerkandidat – Franz Josef Strauss i 1980 og Edmund Stoiber i 2002. De tabte dog begge til SPD ved valget.

## Formænd for CDU/CSU-fraktionen i Forbundsdagen
- Heinrich von Brentano di Tremezzo (1949-1955)
- Heinrich Krone (1955-1961)
- Heinrich von Brentano di Tremezzo (1961-1964)
- Rainer Barzel (1964-1973)
- Karl Carstens (1973-1976)
- Helmut Kohl (1976-1982)
- Alfred Dregger (1982-1991)
- Wolfgang Schäuble (1991-2000)
- Friedrich Merz (2000-2002)
- Angela Merkel (2002-2005)
- Volker Kauder (2005-2018)
- Ralph Brinkhaus (2018-)